# Jazz fusión

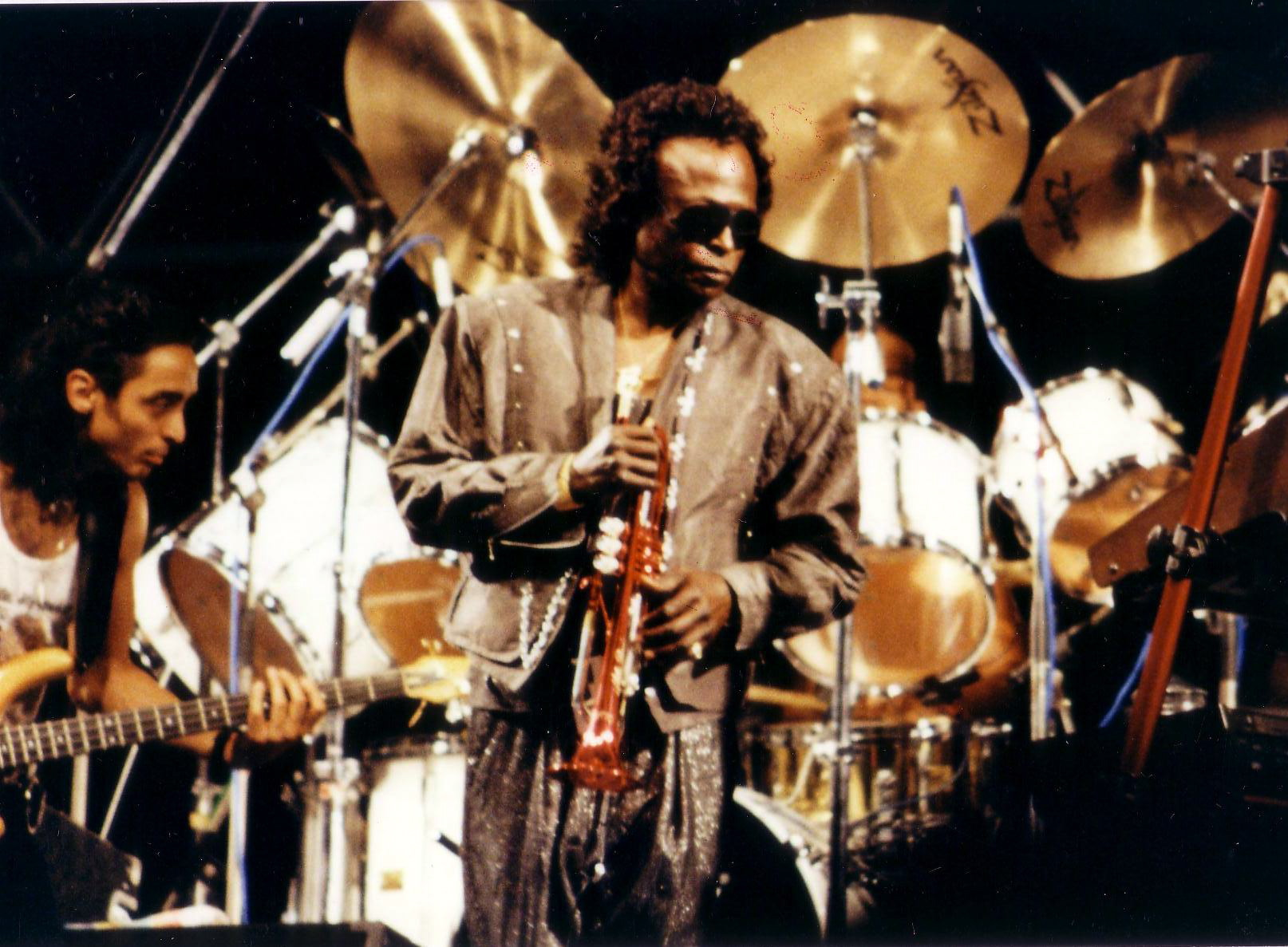
Miles Davis

En la música, se denomina fusión a la «conjunción de dos o más estilos distintos, para producir una forma única e identificable por separado de ellos», según la definición de Clayton y Gammond. Se habla de jazz fusión cuando uno de estos estilos es el jazz. La denominación fue aplicada por primera vez al jazz por el productor Denis Preston, a mediados de los años 1960.
Para muchos autores, toda la historia del jazz es un proceso de fusión con otras músicas. Ello es especialmente así respecto de las músicas de origen latino, cuyos impulsos recibió en etapas diferentes y con diversa intensidad. A partir de los años 1960, la ósmosis se produjo también con otras muchas músicas de origen diverso: música clásica, folclore de Asia y África, música hindú y, por supuesto, el rock.
El gran éxito comercial y la fuerte consolidación de la fusión con el rock (el jazz rock), ha hecho que, en buena medida, el término Jazz fusión haya acabado aplicándose con carácter preferente, aunque no excluyente, a este tipo de fusión. Algunos autores, incluso, los consideran sinónimos.

## Fusión latina
En los primeros tiempos del jazz ya se produjo una temprana incorporación de elementos hispanos a la música hot. De hecho, los ritmos de habanera, calinda, contradanza o fandango eran usuales en la música de Nueva Orleans. Uno de los compositores de los que bebió profundamente el hot, Louis Moreau Gottschalk (1829-1869) estuvo muy influido por la música cubana y, especialmente, por el compositor Manuel Samuell. Tanto el ragtime como las primeras bandas hot recogieron abundantemente el material de Gottschalk. Pero, en general, toda la cultura que genera el primigenio jazz, es una cultura criolla, con una música propia resultado de la fusión de otras.
La presencia de elementos hispanos se mantuvo en el jazz de los años 20 y 30, aunque sin la intensidad necesaria para gestar una verdadera fusión. Sin embargo, a mitad de los años 1940, la influencia cubana sobre el bop generó un estilo de fusión cuyo mejor exponente fue la big band de Machito, crisol en el que se fundieron los ritmos cubanos y las frases jazzísticas, y cuya influencia se extendió a un gran número de músicos, entre ellos Dizzy Gillespie, quien lo bautizó como cubop o bop afrocubano, aunque finalmente quedó recogido en la historia del jazz como jazz latino. Entre sus ejecutores más destacados, además de los citados, están: Chano Pozo, Tito Rodríguez, Mario Bauzá, Dámaso Pérez Prado, Chico O'Farrill, Ray Barretto, Johnny Pacheco, Eddie Palmieri, Carlos "Patato" Valdés, Tito Puente, Tata Güines, Irakere o Paquito D'Rivera.
El propio jazz latino ha devuelto la influencia a la música del Caribe, dando lugar a formas híbridas como la salsa, con bandas destacadas como Fania All Stars. Más recientemente, ya en las últimas décadas del siglo XX, nuevas influencias hispanas sobre el jazz, han ampliado el espectro del jazz fusión latino: la bachata, el tango, etc. Especialmente el tango ha generado un gran número de experiencias de fusión de primer nivel: Gerry Mulligan, Astor Piazzolla, Gato Barbieri, Osvaldo Tarantino, Tango Crash...

## Labossa novay eljazzbrasileño
Con frecuencia incluido entre los supuestos de fusión latina, la bossa nova es el resultado de la interacción entre los conceptos jazzísticos, que se extienden por Brasil en la década de 1950, con la música afrobrasileña tradicional, y especialmente con la samba, el candomblé y otras de carácter regional. Esta mezcla se concretará en una serie de locales de Copacabana que, desde finales de la Segunda Guerra Mundial, venían ofreciendo sesiones de una música bailable muy influenciada por el West Coast jazz. El género ha dado un gran número de músicos de proyección mundial: Antonio Carlos Jobim, Joao Gilberto, Astrud Gilberto, Vinicius de Moraes, Dorival Caymmi, Baden Powell, etc.
En una interesante re-fusión, la bossa nova desembarcó en Estados Unidos influyendo a su vez al propio cool jazz, dando lugar a un género nuevamente mixtificado que se denominó inicialmente samba jazz, como consecuencia del gran éxito del álbum homónimo de Stan Getz, en 1962, aunque luego se conoció más adecuadamente como bossa jazz. Un buen número de músicos trabajaron de forma preeminente en este estilo (Charlie Byrd, Laurindo Almeida, Roy Harte, Sergio Mendes o Flora Purim), aunque la mayor parte de los músicos de jazz recogieron ejemplos del género en sus repertorios: Quincy Jones, Kenny Dorham, Ella Fitzgerald, Sarah Vaughan, Chick Corea, etc. La bossa nova, además, influyó de forma definitiva a la música pop brasileña.
Menos masivamente conocida, pero extraordinaria en cuanto a su calidad musical es la vertiente del jazz brasileño de vanguardia desarrollado desde los años sesenta por Hermeto Pascoal, Sivuca, Heraldo do Monte, Egberto Gismonti, Nana Vasconcelos, Arrigo Barnabé y Airto Moreira entre otros. Este estilo combina los recursos del post bop, sumado a la música contemporánea europea,  con la riquísima y compleja variedad de ritmos afrobrasileños de la zona noreste de Brasil, tales como el chorinho, forró, samba, Ciranda, Maracatú, baiao, frevo, entre otras. Esto, sumado a la creatividad y el afán de experimentación de quienes desarrollaron este estilo, dio lugar a formas muy originales de jazz latino.

## La fusión con el clasicismo europeo
Desde el comienzo del jazz han existido intentos por generar un "entendimiento" entre ambos géneros, siendo los más destacados las experiencias de Paul Whiteman con Ferde Grofé, y las obras de George Gershwin (Rhapsody in blue, An american in Paris y Porgy and Bess, especialmente). Más tarde, Duke Ellington desarrollará varias obras en esta búsqueda de una fusión clásica, comenzando por su Oratorio y finalizando por composiciones como The golden broom and the green apple. Todo ello fraguó, en las décadas de los 50 y 60, en la aparición del género jazzístico denominado Third Stream, que prescinde de buena parte de los elementos tradicionales del jazz, impulsando una estetización de este. Sus más conocidos representantes son Gunther Schuller, David Baker, el Modern Jazz Quartet y, en una línea muy diferente, Jacques Loussier.
Con parámetros parecidos, pero con un planteamiento menos ambicioso y más intimista, el sello discográfico alemán ECM, desarrolló entre 1975 y 1990 un amplio abanico de opciones de fusión con la música europea.

## La fusión étnica
El carácter reivindicativo y pan-africanista del free jazz impulsó el desarrollo, a mediados de la década de 1960, de una serie de experiencias de fusión con músicas folclóricas de África y Asia, especialmente las procedentes del mundo mediterráneo-arábigo y, sobre todo, indio De hecho, la primera vez que se aplica la denominación de Fusión al jazz, como "márketing comercial" del productor Denis Preston, corresponde a una grabación del saxo alto Joe Harriot con un quinteto de músicos de Calcuta. Músicos como Ravi Shankar o Babatunde Olatunji aportaron elementos de sus culturas que fueron asimilados rápidamente por el jazz, desembocando en experiencias como las del grupo Shakti, Paul Horn, el Paul Winter Consort y muchas otras a caballo con la llamada new age. En la primera década del siglo XXI, la fusión étnica es un elemento usual en la música de bandas como las de Joe Zawinul, Mike Stern, Richard Bona, etc.
Es en este tipo de fusión de origen étnico, donde cabe encuadrar las experiencias de fusión con el flamenco, que tuvieron sus primeros pasos epidérmicos entre las décadas de los 60 y los 70, con Sketches of Spain de Miles Davis y Gil Evans, Flamenco Jazz de Pedro Iturralde y las improvisaciones de Paco de Lucía con Larry Coryell, o con John McLaughlin y Al DiMeola. Después, el género se consolidó de forma más profunda, con músicos como Carles Benavent, Chano Domínguez, Jorge Pardo, Gerardo Núñez y otros.

## Eljazz-rock
Desde la primera mitad de la década de 1960, se produce en Gran Bretaña un proceso de acercamiento del rock a elementos jazzísticos, dentro del llamado rock progresivo, con bandas como Graham Bond Organization, Colosseum, Cream o Soft Machine, y músicos como John McLaughlin, Jack Bruce, Ginger Baker, Steve Winwood y otros. Pero será a final de esa década, y en Estados Unidos, donde se delimiten claramente las dos líneas principales de evolución de la fusión entre jazz y rock:
- Los grupos de rock con metales, denominados por algunos autores como Big Bands de rock (Blood, Sweat & Tears, Chicago, Chase, The Flock, CCS, etc.).
- El jazz fusión que impulsa Miles Davis con su álbum Bitches Brew (CBS, 1969), y que tiene un importante número de representantes en las décadas de los 70 y los 80: Chick Corea, Tony Williams, Herbie Hancock, Larry Coryell, Stanley Clarke, Jeff Beck, Tom Scott & The L.A. Express, Mahavishnu Orchestra, Weather Report, David Sanborn o Pat Metheny, extendiéndose a Europa (Nucleus, Magma, Focus, etc.).

El género se asentó de forma sólida, hasta el punto de que en la mayor parte del jazz moderno, es decir, del jazz contemporáneo que no sigue la línea principal del bop (mainstream), es posible reconocer elementos del mismo. Gary Burton se refería a ello cuando indicó que "más que influencia del rock sobre el jazz, es que ambos tenemos las mismas raíces".

## El jazz-funk
Jazz-funk es un subgénero del jazz caracterizado por un fuerte back beat o groove, por la utilización de sonidos eléctricos, y con frecuencia por la presencia de los primeros sintetizadores analógicos. La mezcla de funk, soul y música R&B con estilos de jazz, tuvo como consecuencia la creación de un género cuyo espectro es bastante amplio, que varía desde lo que es pura improvisación de jazz, hasta ejemplos mucho más apegados al soul, el funk o la música disco, con arreglos, riffs y solos jazzeros.
En este estilo se han movido grupos y músicos como Herbie Hancock, David Axelrod, The Headhunters, Roy Ayers, Azymuth, Gary Bartz, George Benson, The Brecker Brothers, Tom Browne, Donald Byrd, The Mizell Brothers, Billy Cobham, Lou Marini, The Crusaders, Eumir Deodato, Ned Doherty, George Duke, Charles Earland, Funkanova, Johnny Hammond, Gene Harris, Eddie Henderson, Bobbi Humphrey, Bob James, Kool & The Gang, Ronnie Laws, Mass Production, Jaco Pastorius, Pleasure, Patrice Rushen, Lee Ritenour, Lonnie Liston Smith, Bill Summers, The Tower of Power, Miroslav Vitous, Dexter Wansel, Leon Ware, Trombone Shorty o Fattburger, entre otros, en unos casos desde perspectivas más comerciales, en otros fusionando géneros como el hip hop o, incluso, el punk.

## Fusiones en eljazzmoderno
En el jazz moderno, y según la música cuyos elementos toma el jazz, se suelen citar otros estilos o corrientes de fusión: Crossover, M-Base, Nu jazz, Modern Creative, Ska jazz, Smooth jazz, etc.